# مرد نامرئی (فیلم ۲۰۲۰)
مرد نامرئی (انگلیسی: The Invisible Man) فیلمی علمی تخیلی ترسناک به نویسندگی و کارگردانی لی ونل است که در تاریخ ۲۸ فوریه ۲۰۲۰ اکران شد. بازیگرانی چون الیزابت ماس و الیور جکسون-کوهن در آن حضور دارند. این فیلم اقتباسی از رمان مرد نامرئی اثر اچ.جی. ولز و بازسازی فیلم مرد نامرئی اثر سال ۱۹۳۷ به کارگردانی جیمز ویل است.
ساخت این فیلم به اوایل سال ۲۰۰۷ برمی گردد. اما در سال ۲۰۱۶ یونیورسال به سراغ این پروژه رفت و قصد داشت هیولاهای کلاسیک خود را وارد کار کرده و جانی دپ نیز نقش اول فیلم را بگیرد. بعد از شکست فنی و اقتصادی فیلم مومیایی در سال ۲۰۱۷، ساخت تمام پروژه‌ها متوقف شد. در اوایل سال ۲۰۱۹ استودیو برنامه‌هایش را عوض کرد و به سراغ فیلم‌های تک روایی رفت و پروژه فیلم مرد نامرئی دوباره آغاز شد. بخش اصلی کار از ژوئیه تا سپتامبر ۲۰۱۹ در سیدنی استرالیا انجام گرفت.
مرد نامرئی در ۲۸ فوریه ۲۰۲۰ توسط یونیورسال پیکچرز در سینماهای آمریکا اکران شد و نقدهای مثبتی دریافت کرد. به خصوص بر اجرای ماس، اقتباس جدید و مبتکرانه رمان و ترکیب ترس با «داستانی هوشمندانه دربارهٔ آزار زنان در روابط بد» تأکید شد.

## داستان
سیسیلیا کاس در رابطه ای خشن با شوهر فیزیکدان خود، آدریان گریفین گیر افتاده ولی یک شب با دیازپام او را بیهوش کرده و با کمک خواهرش، امیلی، فرار می‌کند.
سیسیلیا پیش دوست دوران کودکی خود، کارآگاه جیمز لنیز و دختر نوجوانش، سیدنی، مخفی می‌شود. در ظاهر آدریان خودکشی می‌کند و در وصیت نامه اش ۵میلیون دلار
برای سیسیلیا به جای می‌گذارد تا توسط برادرش، تام، به او برسد. سیسیلیا بعد از چند اتفاق عجیب، حس می‌کند کس دیگری در خانه هست و به جیمز زنگ می‌زند؛ ولی او می‌گوید که این تصورات بخاطر آسیب‌های روحی او است. سیسیلیا در طول مصاحبه کاریش، متوجه می‌شود که محتویات رزومه کاریش گم شده و غش می‌کند. دکتر می‌گوید که سطح بالایی از دیازپام در بدن او پیدا شده‌است. در حمام، سیسیلیا بطری را پیدا می‌کند که با آن آدریان را بیهوش کرد.
سیسیلیا با تام و جیمز ملاقات می‌کند و اصرار دارد که آدریان نمرده بلکه با تخصص خود در فیزیک نور، نامرئی شده تا او را شکنجه کند. اما کسی حرف‌هایش را باور نمی‌کند. نیرویی نامرئی به سیدنی آسیب می‌زند و همه فکر می‌کنند کار سیسیلیا بوده‌است. او به سراغ تاکتیک‌هایی برای گرفتن آدریان می‌رود. بعد از یافتن گوشی قدیمی آدریان و رنگ ریختن روی جسم او، به شدت با هم درگیر می‌شوند و نهایتاً به خانه آدریان می‌رود. در آزمایشگاه، چمدانی پیدا می‌کند که شکش را به یقین تبدیل می‌کند. جسم نامرئی دوباره به او حمله می‌کند ولی او فرار کرده و پیش امیلی می‌رود. جسم نامرئی گلوی امیلی را می‌برد و چافو را در دست سیسیلیا می‌گذارد.
سیسیلیا به بیمارستان روانی برده می‌شود و منتظر مجازاتش است ولی می‌فهمد که باردار است. تام می‌گوید اگر سیسیلیا پیش «او» برگردد و بچه را بزرگ کند، اتهامات را پس می‌گیرد. پس مشخص می‌شود که او در این ماجرا به برادرش کمک می‌کرده‌است. سیسیلیا نمی‌پذیرد و یک خودکار از کیف تام می‌دزدد. آن شب با خودکار تظاهر به خودکشی می‌کند تا جسم نامرئی ظاهر شود. وقتی جسم سعی دارد جلویش را بگیرد، سیسیلیا مدام به او حمله می‌کند و باعث می‌شود پوشش نامرئی او از کار بیفتد. تیم امنیتی از راه می‌رسند ولی جسم از بیمارستان فرار می‌کند. سیسیلیا به دنبال اوست. جسم قول می‌دهد بخاطر بارداری با او کاری نداشته باشد ولی حالا به سراغ عزیزانش خواهد رفت.
سیسیلیا سریع به خانه جیمز می‌رود تا جلو حمله جسم به او و سیدنی را بگیرد. وقتی ماسکش را برمی‌دارد متوجه می‌شود او کسی جز تام نیست. پلیس آدریان را در خانه اش پیدا می‌کند که ادعا می‌کند تام او را اسیر کرده بوده‌است. سیسیلیا این گفته را نمی‌پذیرد و اصرار دارد که دو برادر همدست هستند.
برای اینکه ادریان اعتراف کند، سیسیلیا در خانه اش با او ملاقات می‌کند و جیمز از طریق دستگاه مخفی، به حرف‌هایشان گوش می‌کند. سیسیلیا می‌گوید به شرطی پیش او برخواهد گشت که به کارهایش اعتراف کند. آدریان اصرار دارد که تام او را دزدیده بوده و ادعا می‌کند که آن ماجرا، دیدگاهش به زندگی را عوض کرد. وقتی سیسیلیا گریه می‌کند، آدریان به حالت خشن خود برگشته و مانند آن جسم حرف می‌زند. سیسیلیا برمی گردد و به پلیس زنگ می‌زند. اما خارج از دید دوربین، او پوشش نامرئی یدکی را برمی‌دارد و آدریان را می‌کشد.
وقتی جیمز سرمی رسد، سیسیلیا اعتراف می‌کند. جیمز پوشش را می‌بیند ولی اجازه می‌دهد سیسیلیا برود، چون بالاخره از دست آدریان خلاص شده‌است.

## بازیگران
- الیزابت ماس در نقش سسلیا کاس
- الیور جکسون-کوهن در نقش آدرین گریفین
- آلدیس هاج در نقش جیمز لنیر
- استورم رید در نقش سیدنی
- هریت دایر در نقش امیلی کاس
- مایکل دورمن در نقش تام گریفین
- بندیکت هاردی در نقش مارک
- آمالی گلدن در نقش انی
- سم اسمیت در نقش کارآگاه رکلی
- نش اجرتون در نقش مأمور نگهبانی
- زارا مایکلز در نقش پرستار
- آنتونی برندون وانگ در نقش قربانی تصادف
- ویوین گریر در نقش زنی که فریاد می‌زند